# Taconite
Taconite é uma cidade localizada no estado americano de Minnesota, no Condado de Itasca.

## Demografia
Segundo o censo americano de 2000, a sua população era de 315 habitantes.
Em 2006, foi estimada uma população de 291, um decréscimo de 24 (-7.6%).

## Geografia
De acordo com o United States Census Bureau tem uma área de
13,5 km², dos quais 12,6 km² cobertos por terra e 0,9 km² cobertos por água.

## Localidades na vizinhança
O diagrama seguinte representa as localidades num raio de 16 km ao redor de Taconite.